# Cratoamia
Cratoamia è un genere estinto di pesci ossei appartenente alla famiglia degli Amiidae (ordine Amiiformes), vissuto nel Cretaceo inferiore e rinvenuto nella Formazione Crato, situata nel Bacino dell'Araripe nel nord-est del Brasile.

## Etimologia
Il nome del genere Cratoamia deriva dalla Formazione Crato, da cui proviene il materiale fossile, e dal suffisso -amia, comune ai membri degli Amiidae. L’epiteto specifico gondwanica fa riferimento all’antico supercontinente Gondwana, di cui il Brasile faceva parte nel Cretaceo.

## Descrizione
Cratoamia gondwanica è un pesce amiide di medie dimensioni, con una lunghezza totale stimata di circa 70 cm. Presenta un corpo di profondità costante tra le pinne pettorali e la pinna anale, e una pinna dorsale molto lunga, composta da 27 a 30 raggi, una caratteristica che lo distingue da altri generi affini.
Il cranio, incluso l'opercolo, rappresenta circa un quarto della lunghezza totale dell'animale. Le ossa dermiche del cranio mostrano una ornamentazione debole, a differenza della marcata ornamentazione visibile in generi simili come Vidalamia, Pachyamia e Melvius.

## Classificazione
Cratoamia è stato descritto per la prima volta nel 2008, sulla base di fossili rinvenuti nella Formazione Crato, situata nel Bacino dell'Araripe nel nord-est del Brasile. Cratoamia mostra caratteristiche morfologiche (sinapomorfie) tipiche della sottofamiglia estinta Vidalamiinae, e più specificamente della tribù Vidalamiini, a cui appartengono anche altri generi di amiidi mesozoici diffusi nel supercontinente Gondwana.

## Diagnosi differenziale
Il genere Cratoamia si distingue dagli altri Vidalamiini noti per due tratti principali:
- Ornamentazione debole delle ossa dermiche del cranio (in confronto all'ornamentazione marcata in altri generi del gruppo);
- Numero di raggi della pinna dorsale compreso tra 27 e 30, intermedio tra i valori di Vidalamia (24–25) e Pachyamia (30–34). Il numero di raggi in Melvius è ancora sconosciuto.

## Paleobiogeografia
Il ritrovamento di Cratoamia gondwanica nella Formazione Crato fornisce una nuova prova dell’ampia distribuzione paleogeografica dei Vidalamiini nei margini gondwanici del Cretaceo inferiore. La presenza del genere in Sud America suggerisce una maggiore diversità regionale degli amiidi mesozoici rispetto a quanto precedentemente ipotizzato.